# Pitadava pitelka
Pitadava pitelka är en insektsart som beskrevs av Irena Dworakowska 1995. Pitadava pitelka ingår i släktet Pitadava och familjen dvärgstritar. Inga underarter finns listade i Catalogue of Life.